# 烏斯季-拉賓斯克
44°12′45″N 39°41′11″E / 44.21250°N 39.68639°E
烏斯季-拉賓斯克（俄语：Усть-Лаби́нск）是俄羅斯克拉斯諾達爾邊疆區的一個城市，位於庫班河和大拉巴河會合之處。2002年人口61,446人。
1794年由哥薩克人開埠，1958年設市前稱為。